# ویلیس (تگزاس)
ویلیس، تگزاس (به انگلیسی: Willis, Texas) یک شهر در ایالات متحده آمریکا با جمعیت ۶٬۱۰۰ نفر است که در تگزاس واقع شده‌است.

## موقعیت جغرافیایی
موقعیت جغرافیایی شهرها و مناطق اطراف به شرح زیر است:

## نگارخانه

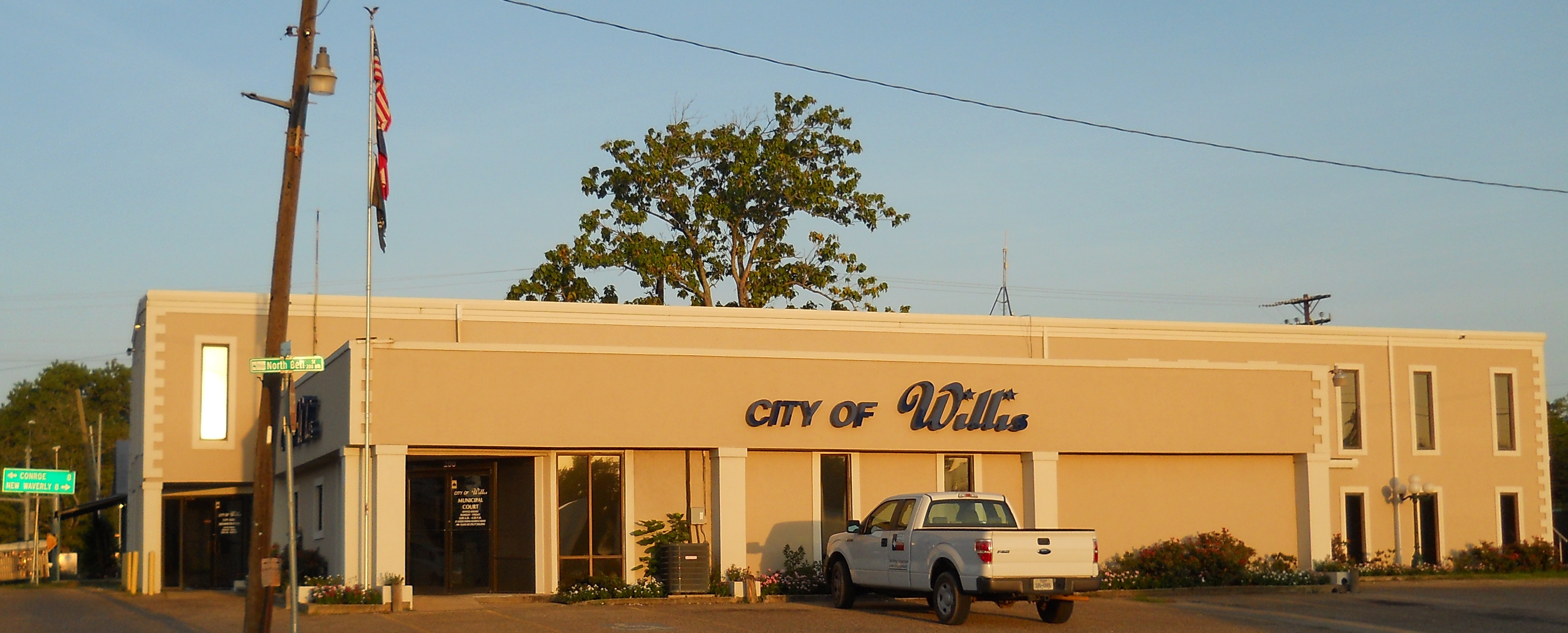
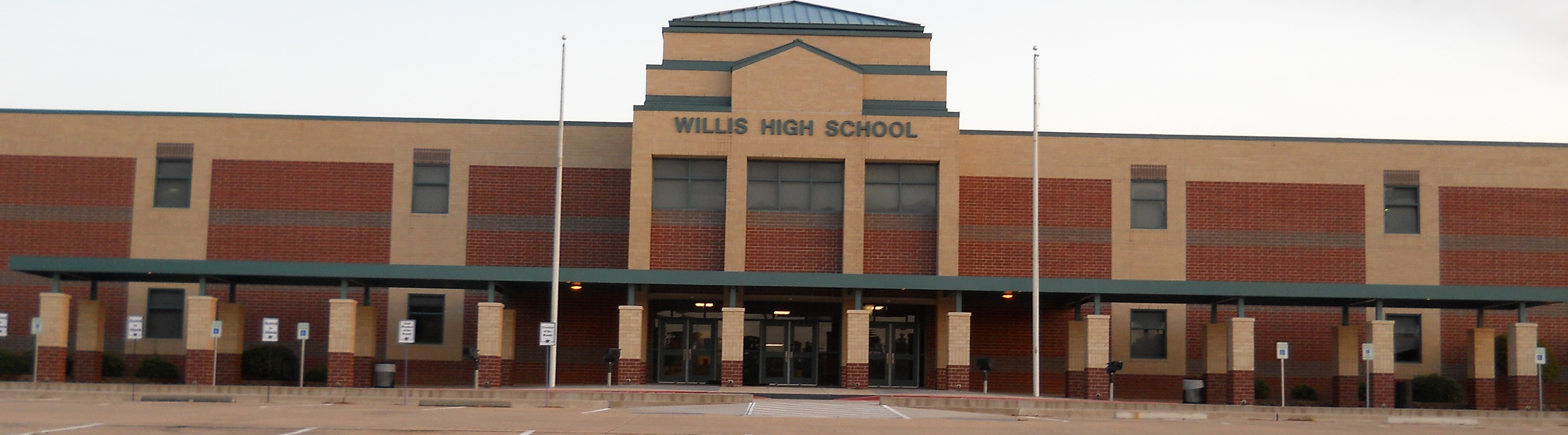
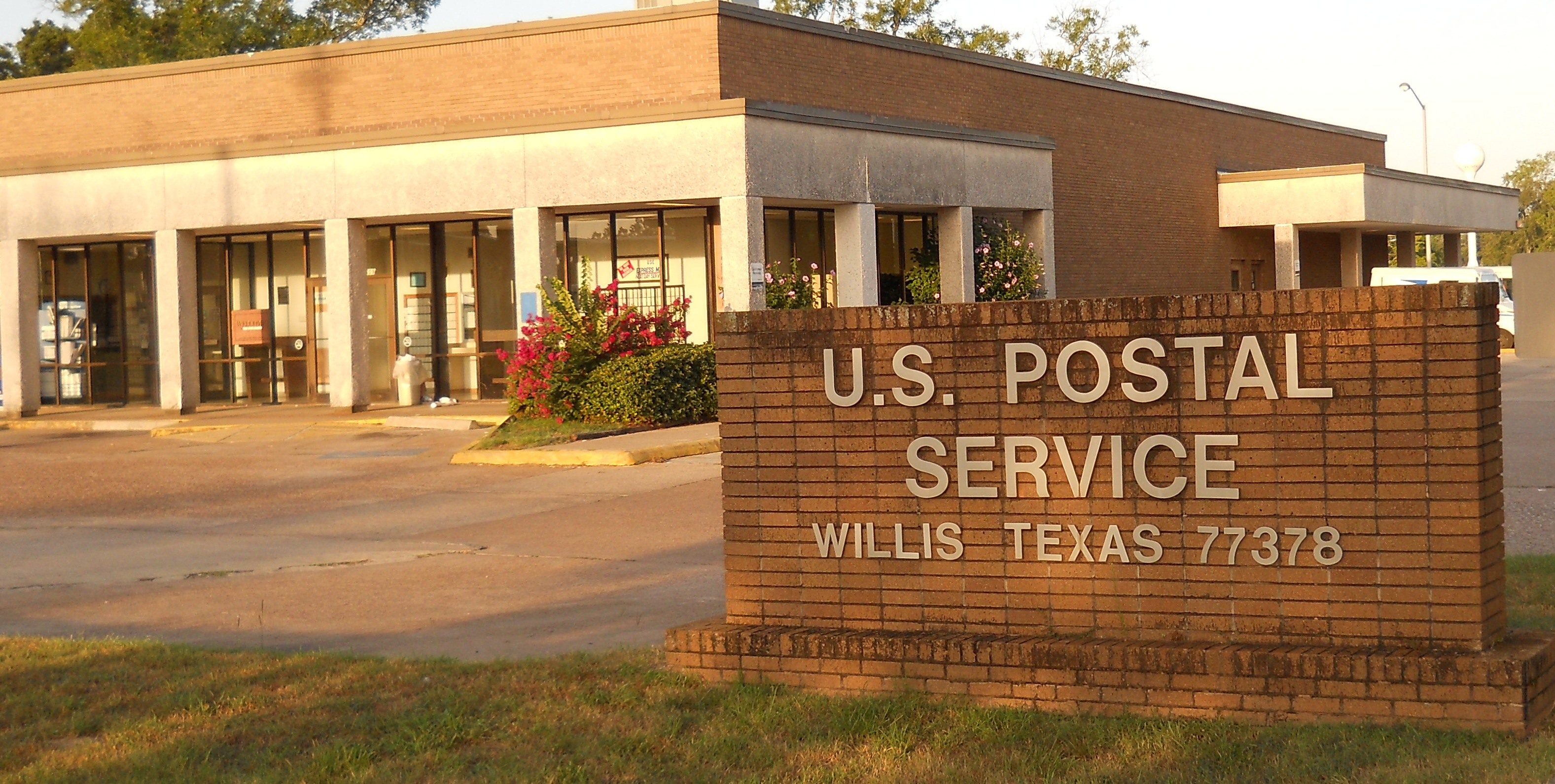
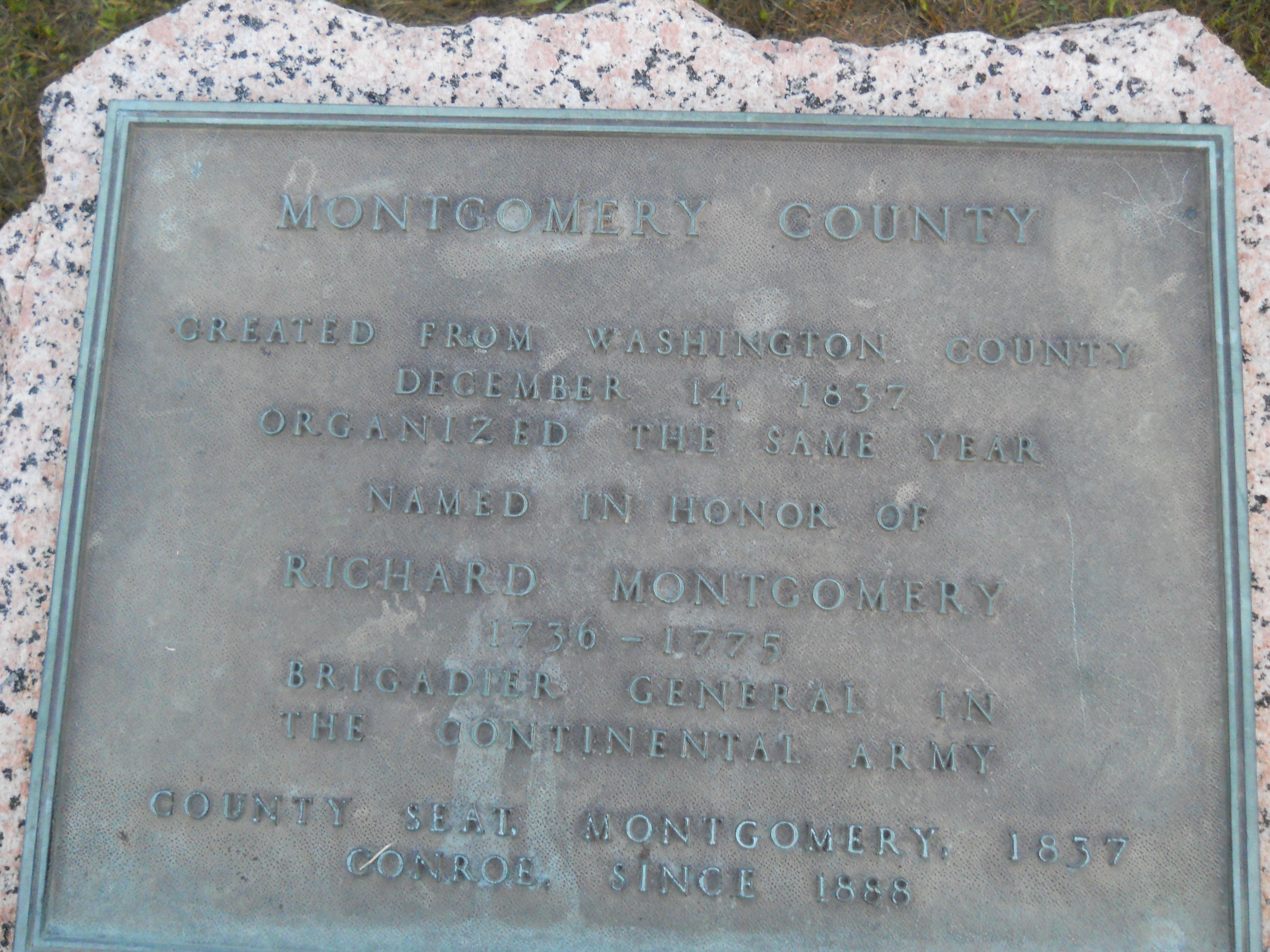
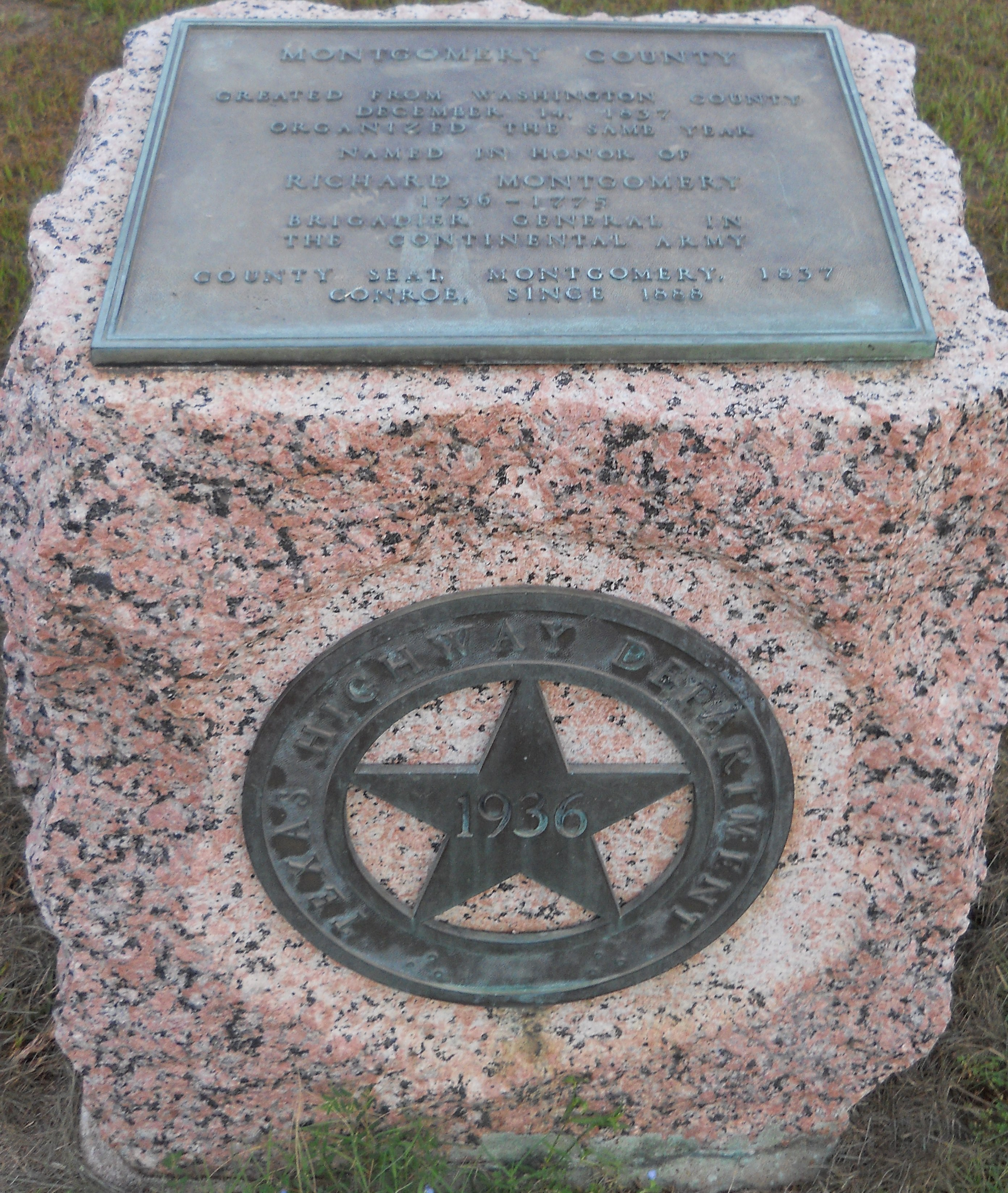
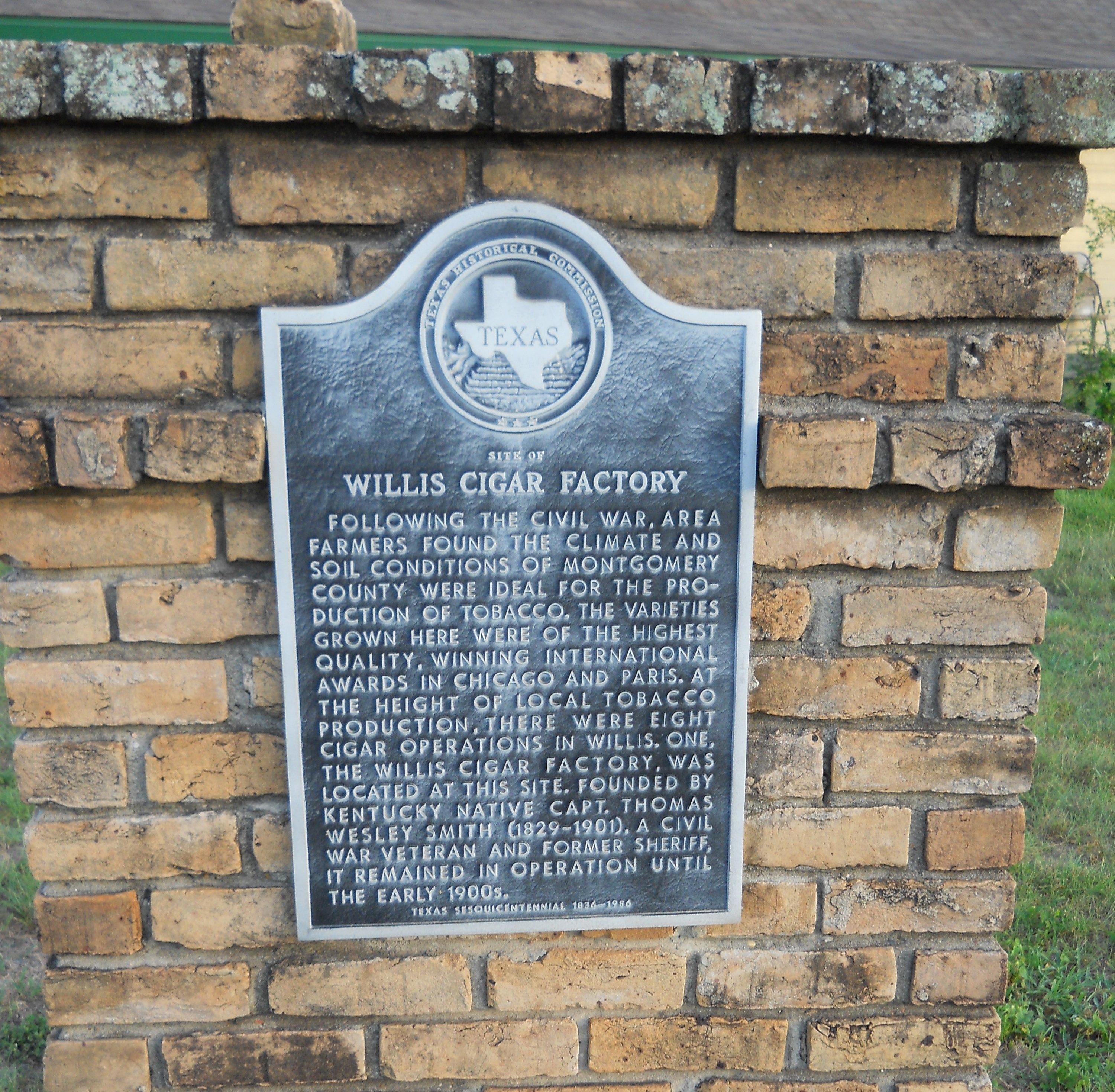
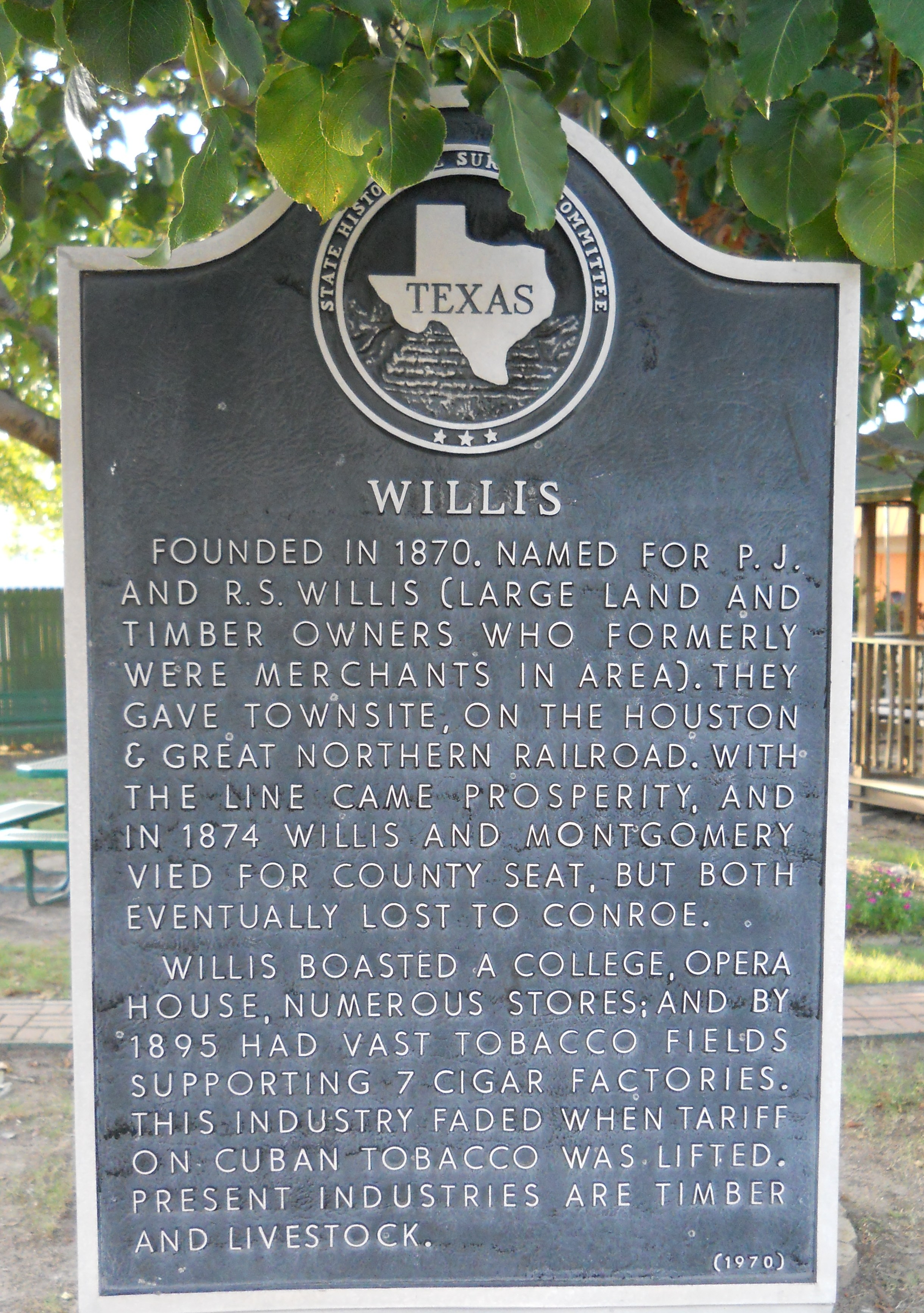